# Слободан Соро
Слободан Соро  (серб. Слободан Соро, 23 грудня 1978) — сербський ватерполіст, воротар, олімпійський медаліст.

## Виступи на Олімпіадах
| Олімпіада   | Дисципліна | Місце |
| ----------- | ---------- | ----- |
| Пекін 2008  | водне поло | 3     |
| Лондон 2012 | водне поло | 3     |